# Jeff "Tain" Watts
Jeff "Tain" Watts (nacido el 20 de enero de 1960) es un baterista de jazz estadounidense que ha actuado con Wynton Marsalis, Branford Marsalis, Betty Carter, Michael Brecker, Alice Coltrane, Ravi Coltrane y otros.

## Biografía
Watts recibió el apodo de "Tain" de Kenny Kirkland cuando estaban de gira en Florida y pasaron por una gasolinera Chieftain. En 2017 recibió una beca Guggenheim en composición musical  Watts asistió al Berklee College of Music, donde conoció a su colaborador Branford Marsalis. 

## Discografía

### Como líder
- Megawatts (Sunnyside, 1991)
- Citizen Tain (Columbia, 1999)
- Bar Talk (Columbia, 2002)
- Detained at the Blue Note (Half Note, 2004)
- Folks Songs (Dark Key Music, 2011)
- Watts (Dark Key Music, 2009)
- Family (Dark Key Music, 2011)
- Blue, Vol. 1 (Dark Key Music, 2015)
- Blue, Vol. 2 (Dark Key Music, 2018)
- Detained in Amsterdam (Dark Key Music, 2018)

### Como acompañante
Con John Beasley
- Letter to Herbie (Resonance, 2008)
- Positootly! (Resonance, 2009)

Con Paul Bollenback
- Double Gemini (Challenge, 1997)
- Soul Grooves (Challenge, 1999)
- Double Vision (Challenge, 2000)
- Dreams (Challenge, 2001)

Con Michael Brecker
- Two Blocks from the Edge (Impulse!, 1998)
- Time Is of the Essence (Verve, 1999)

Con Joey Calderazzo
- Simply Music (Lost Chart, 1997)
- Joey Calderazzo (Columbia, 2000)

Con Charles Fambrough
- The Proper Angle (CTI, 1991)
- The Charmer (CTI, 1992)

Con Kenny Garrett
- Songbook (Warner, Bros., 1997)
- Simply Said (Warner, Bros., 1999)

Con Jimmy Greene
- Forever (Criss Cross, 2004)
- Flowers Beautiful Life Vol. 2 (Mack Avenue, 2017)

Con David Gilmore
- Unified Presence (RKM Music, 2006)
- Numerology Live at Jazz Standard (Evolutionary Music, 2012)

Con Conrad Herwig
- Osteology (Criss Cross, 1998)
- Unseen Universe (Criss Cross, 2000)
- Land of Shadow (Criss Cross, 2002)
- Reflections (Criss Cross, 2016)

Con Stanley Jordan
- Cornucopia (Blue Note, 1990)
- Live in New York (Blue Note, 1998)

Con David Kikoski
- The Maze (Criss Cross, 1999)
- Almost Twilight (Criss Cross, 2000)
- Combinations (Criss Cross, 2001)
- Surf's Up (Criss Cross, 2001)
- The Five (DIW, 2002)
- Mostly Standards (Criss Cross, 2009)
- Consequences (Criss Cross, 2012)

Con Joe Locke
- Beauty Burning (Sirocco, 2000)
- Storytelling (Sirocco, 2001)

Con Branford Marsalis
- Scenes in the City (Columbia, 1984)
- Royal Garden Blues (CBS, 1986)
- Random Abstract (1988)
- Trio Jeepy (Columbia, 1989)
- Crazy People Music  (Columbia, 1990)
- Mo' Better Blues (Columbia, 1990)
- The Beautyful Ones Are Not Yet Born (Columbia, 1991)
- I Heard You Twice the First Time (Columbia, 1992)
- Bloomington (Columbia, 1993)
- The Dark Keys (Columbia, 1996)
- Requiem  (Columbia, 1999)
- Contemporary Jazz (Columbia, 2000)
- Footsteps of Our Fathers (Rounder/Marsalis Music, 2002)
- Romare Bearden Revealed (Rounder/Marsalis Music, 2003)
- A Love Supreme Live (Rounder/Marsalis Music, 2004)
- Eternal (Rounder, 2004)
- Braggtown (Rounder/Marsalis Music, 2006)
- Metamorphosen (Marsalis Music, 2009)

Con Ellis Marsalis Jr.
- Ellis Marsalis Trio (Somethin' Else, 1991)
- Whistle Stop (CBS, 1994)

Con Wynton Marsalis
- Wynton Marsalis (Columbia, 1982)
- Think of One (CBS, 1983)
- Hot House Flowers (Columbia, 1984)
- Black Codes (From the Underground) (Columbia, 1985)
- J Mood (Columbia, 1986)
- Marsalis Standard Time, Vol. I (Columbia, 1987)
- The Wynton Marsalis Quartet Live at Blues Alley (CBS, 1988)
- Standard Time, Vol. 2: Intimacy Calling (Columbia, 1991)
- Thick in the South: Soul Gestures in Southern Blue, Vol. 1 (Columbia, 1991)

Con Mingus Big Band
- Tonight at Noon... Three or Four Shades of Love (Dreyfus, 2002)
- Mingus Big Band Live at Jazz Standard (Mingus, 2010)

Con Greg Osby
- Art Forum (Blue Note, 1996)
- Channel Three (Blue Note, 2005)

Con Makoto Ozone
- Live & Let Live Love for Japan (Verve, 2011)
- My Witch's Blue (Verve, 2012)

Con Danilo Perez
- Panamonk (Impulse!, 1996)
- Central Avenue (Impulse!, 1998)

Con Courtney Pine
- The Vision's Tale (Antilles, 1989)
- Within the Realms of Our Dreams (Antilles, 1991)
- Underground (Talkin' Loud, 1997)

Con Robert Stewart
- In the Gutta (Qwest, 1996)
- The Force (Qwest, 1998)

Con Sadao Watanabe
- Parker's Mood (Elektra, 1985)
- Tokyo Dating (Elektra, 1985)

Con Warren Wolf
- Black Wolf (M&I, 2009)
- Convergence (Mack Avenue, 2016)

Con otros
- Claudia Acuna, Rhythm of Life (Verve, 2002)
- Ron Affif, 52nd Street (Pablo, 1996)
- Geri Allen, The Nurturer (Blue Note, 1991)
- India Arie & Joe Sample, Christmas with Friends (Motown, 2015)
- Victor Bailey, Bottom's Up (Atlantic, 1989)
- Terence Blanchard, Terence Blanchard (Columbia, 1991)
- Michiel Borstlap, Gramercy Park (EmArcy, 2001)
- Robi Botos, Movin' Forward (A440, 2015)
- Don Braden, The Fire Within (RCA Victor, 1999)
- Donald Brown, Early Bird (Sunnyside, 1988)
- Billy Childs, The Child Within (Shanachie, 1996)
- Betty Carter, It's Not About the Melody (Verve, 1992)
- Steve Coleman, Weaving Symbolics (Label Bleu, 2006)
- Alice Coltrane, Translinear Light (Impulse!, 2004)
- Ravi Coltrane, Moving Pictures (BMG, 1998)
- Harry Connick Jr., When Harry Met Sally... (CBS, 1989)
- DR Big Band, The Impaler (Red Dot Music, 2010)
- Barbara Dennerlein, Outhipped (Universal, 1999)
- Doky Brothers, 2 Blue Note Medley (EMI, 1997)
- Chris Minh Doky, Cinematique (Blue Note, 2002)
- ELEW, And to the Republic (Sunnyside, 2016)
- Kurt Elling, The Questions (Okeh, 2018)
- Kevin Eubanks, East West Time Line (Mack Avenue, 2017)
- Robin Eubanks, Different Perspectives (JMT, 1988)
- Antonio Farao, Black Inside (Enja, 1999)
- Joe Ford, Today's Nights (Bluemoon, 1993)
- Ricky Ford, Hard Groovin' (Muse, 1989)
- Sonny Fortune, From Now On (Blue Note, 1996)
- Joe Gilman, Treasure Chest (Timeless, 1992)
- Paul Grabowsky, Tales of Time and Space (Warner, 2004)
- Lalah Hathaway, A Moment (Virgin, 1994)
- Robert Hurst, Robert Hurst Presents: Robert Hurst (Columbia, 1993)
- Rodney Jones, Dreams and Stories (Savant, 2005)
- Marlon Jordan, For You Only (Columbia, 1990)
- Ronny Jordan, A Brighter Day (Blue Note, 2000)
- Kenny Kirkland, Kenny Kirkland (GRP, 1991)
- Azar Lawrence, The Seeker (Sunnyside, 2014)
- Mark Ledford, Miles 2 Go (Verve Forecast 1998)
- Bill Lee, Do the Right Thing (Columbia, 1989)
- Buckshot LeFonque, Buckshot LeFonque (Columbia, 1994)
- Brian Lynch, Spheres of Influence (Sharp Nine, 1997)
- Russell Malone, Heartstrings (Verve, 2001)
- Rick Margitza, This Is New (Blue Note, 1991)
- Rene Marie, Vertigo (Maxjazz, 2001)
- Delfeayo Marsalis, Pontius Pilate's Decision (Novus, 1992)
- Hector Martignon, Refugee (Zoho, 2007)
- Pat Martino, Undeniable: Live at Blues Alley (HighNote, 2011)
- Harry Miller, Open House (Optimism, 1989)
- Bill Mobley, New Light (Space Time, 2008)
- Charnett Moffett, Music from Our Soul (Motema, 2017)
- Big Nick Nicholas, Big and Warm (India Navigation, 1983)
- Odean Pope, Odeans List (In+Out, 2009)
- Eric Revis, Tales of the Stuttering Mime (11:11, 2004)
- Jim Snidero, Mixed Bag (Criss Cross, 1988)
- Gary Thomas, Seventh Quadrant (Enja, 1987)
- Jean Toussaint, Blue Black (Space Time, 2001)
- Renee Rosnes, Life On Earth (Blue Note, 2001)
- Sonny Rollins, Falling in Love with Jazz (Milestone, 1989)
- Stephen Scott, Something to Consider (Verve, 1991)
- Lew Soloff, Rainbow Mountain (Enja, 1999)
- T. K. Blue, Eyes of the Elders (Arkadia, 2001)
- Take 6, Join the Band (Reprise, 1994)
- Alex Sipiagin, Steppin' Zone (Criss Cross, 2001)
- McCoy Tyner, Quartet (Half Note, 2007)
- Manuel Valera, Urban Landscape (Destiny, 2015)
- Mark Whitfield, True Blue (Verve, 1994)
- James Williams, Meet the Magical Trio (EmArcy, 1989)
- Larry Willis, Heavy Blue (SteepleChase, 1990)
- Ben Wolfe, No Stranger Here (Maxjazz, 2008)
- Chihiro Yamanaka, Outside by the Swing (Verve, 2005)

## Premios y honores

### Premios Grammy
| Año  | Categoría                                              | Título                                    | Genero | Resultado | Notas                                                              |
| ---- | ------------------------------------------------------ | ----------------------------------------- | ------ | --------- | ------------------------------------------------------------------ |
| 1985 | Best Jazz Instrumental Performance, Group              | Black Codes From the Underground          | Jazz   | Ganador   | con Wynton Marsalis                                                |
| 1986 | Best Jazz Instrumental Performance, Group              | J Mood                                    | Jazz   | Ganador   | con Wynton Marsalis                                                |
| 1987 | Best Jazz Instrumental Performance, Group              | Marsalis Standard Time - Vol. 1           | Jazz   | Ganador   | con Wynton Marsalis                                                |
| 1992 | Best Jazz Instrumental Performance, Group              | I Heard You Twice the First Time          | Jazz   | Ganador   | con Branford Marsalis                                              |
| 1990 | Best Jazz Instrumental Performance, Group              | Crazy People Music                        | Jazz   | Nominado  | con Branford Marsalis Quartet                                      |
| 1999 | Best Jazz Instrumental Album by an Individual or Group | Requiem                                   | Jazz   | Nominado  | con the Branford Marsalis Quartet.                                 |
| 2000 | Best Jazz Instrumental Album by an Individual or Group | Contemporary Jazz                         | Jazz   | Ganador   | con the Branford Marsalis Quartet.                                 |
| 2004 | Best Jazz Instrumental Album by an Individual or Group | Eternal                                   | Jazz   | Nominado  | con the Branford Marsalis Quartet.                                 |
| 2010 | Best Large Jazz Ensemble Album                         | Mingus Big Band Live at the Jazz Standard | Jazz   | Ganador   | con the Mingus Big Band                                            |
| 2023 | Best Opera Recording                                   | Fire Shut Up in My Bones (Blanchard)      | Opera  | Ganador   | con the Metropolitan Opera                                         |
| 2024 | Best Opera Recording                                   | Champion (Blanchard)                      | Opera  | Ganador   | con the Metropolitan Opera                                         |
| 2025 | Best Jazz Performance                                  | Phoenix Reimagined (Live)                 | Jazz   | Nominado  | Lakecia Benjamin ft Randy Brecker, Jeff Tain Watts y John Scofield |